# Schloss Biebereck

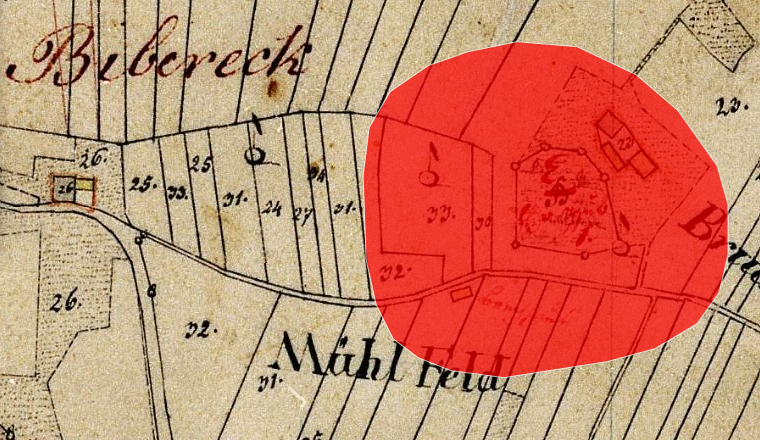
Lageplan des Schlosses Biebereck auf dem Urkataster von Bayern

Das abgegangene Schloss Bi(e)bereck lag im Dorf Bibereck des niederbayerischen Marktes Perlesreut im Landkreis Freyung-Grafenau. Das Schloss lag ca. 400 m östlich der Kapelle von Bibereck auf dem sogenannten Schloßberg. Die Anlage wird als Bodendenkmal unter der Aktennummer D-2-7146-0003 im Bayernatlas als „untertägige Befunde im Bereich des verebneten mittelalterlichen Burgstalls und des abgegangenen frühneuzeitlichen Hofmarkschlosses Bibereck“ geführt.

## Beschreibung
Auf der als „Schloßberg“ bezeichneten Geländekuppe oberhalb des 350 m weiter südlich verlaufenden Biberbachs lag der Burgplatz von Schloss Biebereck. Auf dem Urkataster von Bayern von ca. 1830 nahm dieser die Ausmaße von 52 m in Nord-Süd-Richtung und 48 m in leicht abfallender Ost-West-Richtung ein. Erkennbar sind in der umgebenden Ringmauer auch sieben Türme. Der Zugang zum Schloss lag im Südosten der Anlage, wobei hier ein größerer Turm angedeutet ist. 1891 bestand hier noch eine mit einem ringförmigen Halsgraben und Hanggraben mit einem vorgelagerten Wall umwehrte Anlage. Heute sind von der intensiv überackerten Anlage auf einer nach Westen leicht ansteigende Kuppe nördlich des Feldweges nur die Reste der Umwallung als schwache Mulde bzw. als Bodenwelle erkennbar.

## Geschichte
Bibereck kam bereits im 15. Jahrhundert an die Hauzenberger, ein Ministerialengeschlecht des Bistums Passau. Ein Georg Hauzenberger zu Bibereck und ein Erasmus Hauzenberger zu Limburg stifteten 1410 ein Benefizium in der Pfarrkirche Perlesreuth. Das nahe liegende Eberhardsreuth kam nach dem Tod des Wolf-Christoph Walchsinger 1599 an Sebastian von Hauzenerg. 1619 hatte Joachim Wieninger von den ausgestorbenen Hautzenbergern den „bayerischen durchgehenden Mann- und Weiberritterlehenssitz“ Bibereck übernommen. Bibereck kam mit Eberhardsreuth nach dem Tod des Sebastian von Hauzenberg 1636 an Joachim Wieninger. Die beiden Hofmarken waren Hals-bayerische Lehen. In einer Urkunde vom 21. Mai 1700 werden die Brüder Johann Albert und Johann Christoph Freiherrn zu Gleißenthal, Herren zu Eberhardsreuth, Bibereck und Wartberg, als Erben des Besitzes von Otto Wieninger von und zu Wartberg, Eberhardreut und Bibereck, passauischer Hof- und Kammerrat und Truchsess, als Verkäufer ihrer Güter an Bischof Johann Philip von Passau genannt. Die Mutter des Brüderpaares war eine Schwester des Otto Wieninger.